# Cesar Riču
Cesar Riču (履中天皇 Riču-tenno) je 17. japonski cesar po tradicionalnem nasledstvu.
Njegovemu vladanju ne moremo pripisati datumov, a je po konvencijah to med letoma 400 in 405.

## Legenda
Richū je po mnenju zgodovinarjev "legendarni cesar" iz 5. stoletja. Vladavina 29. cesarja Kinmeja je prva, ki ji pripisujejo točne in preverljive datume. Konvencionalno sprejeti datumi izhajajo iz časa cesarja Kanmuja, 50. cesarja dinastije Jamato.
Po Nihon Šokiju in Kodžikiju je najstarejši sin cesarja Nintokuja in Ivanohime.
Njegov dejanski naziv je bil verjetno Sumeramikoto ali Amenošita Širošimesu Okimi (治天下大王, "veliki kralj, ki vlada pod nebom"), saj se naziv tenno pojavi šele v času cesarja Tenmuja in cesarice Džito. Lahko da so ga nazivali z (ヤマト大王/大君 Jamato Okimi, "veliki kralja Jamata").
Nekateri strokovnjaki ga imajo za kralja Sana iz Knjige dinastije Song. Kralj San naj bi vsaj dvakrat poslal sla dinastiji Liu Song v letih 421 in 425.
Zaradi požiga plače Naniva je prebežal v svetišče Isonokami. V šestem letu vladavine je podlegel bolezni. Njegova grobnica je v provinci Kavači, na sredini današnje prefekture Osaka. Nasledil ga je brat, cesar Hanzej. Nihče od njegovih otrok ni postal cesar. To je uspelo vnukoma cesarju Kenzu in cesarju Ninkenu.
Kraj njegovega groba ni znan. Cesarja častijo v tradicionalnem spominskem svetišču (misasagi) v Sakaju, Osaka. Ima cesarsko posvečen mavzolej z imenom Mozu no mimihara no minami no misasagi. To je kofun Kami Išizu Misanzaj.

## Družice in otroci
Cesarica (prva): Kurohime (黒媛), hčerka Kacuragi no Ašita no Sukune (葛城葦田宿禰)
- Princ Ivasaka no Itinohe no Ošita (磐坂市辺押磐皇子), oče Cesar Kenzō in Cesar Ninken
- Princ Mima (御馬皇子)
- Princesa Aomi no Himemiko (青海皇女)

Cesarica (druga): Kusaka no Hatabi no Himemiko (草香幡梭皇女), hčerka cesarja Odžina
- Princesa Nakaši no Himemiko (中磯皇女), žena Ookusaka

Futohime no Iracume (太姫郎姫), hči Funašiwakeja (鯽魚磯別王)
Takacuru no Iracume (高鶴郎姫), sestra Futohime